# 呂元夫
呂元夫（1470年—？年），字仲仁，號思泉，直隸常州府無錫縣人，明朝政治人物、詩人。

## 生平
弘治五年（1492年）壬子科應天府鄉試第一百二十一名舉人。弘治九年（1496年）中式丙辰科會試第一百五十七名，二甲第五十九名進士。弘治十八年，任吏部文选司主事。正德元年（1506年），升稽勋司员外郎。次年升稽勋司郎中。正德六年（1511年），升南京通政司左参议。正德十年（1515年）升南京太仆寺少卿。不久，按察辽东。致仕还乡，卒葬无锡惠山。

## 著作
有《思泉漫稿》，已佚，現存诗、文各一篇。

## 家族
曾祖呂敬之；祖父呂誠，曾贈推官；父呂卣，監察御史。母惠氏（封孺人）。